# Dickeyville
Dickeyville – wieś w Stanach Zjednoczonych, w stanie Wisconsin, w hrabstwie Grant.